# Tiềm năng suy giảm tầng ozon

Mô hình phân tử Trichlorofluoromethan (CFC-11 hay R-11)

Tiềm năng suy giảm tầng ôzôn (tiếng Anh: Ozone Depletion Potential, viết tắt: ODP) của một hợp chất hóa học là mức độ làm suy giảm tương đối tầng ôzôn mà chất đó có thể gây ra.
Việc xác định chỉ số ODP do giáo sư người Mỹ, Donald Wuebbles, đề xuất lần đầu tiên vào năm 1983. Chỉ số tiềm năng suy giảm tầng ôzôn ODP của một chất hóa học được định nghĩa là tỉ lệ giữa sự suy giảm cột ôzôn trên một đơn vị khối lượng gây ra bởi chất đó và sự suy giảm cột ôzôn gây ra bởi chất tham chiếu là trichlorofluorometan (công thức hóa học CFCl3, thường được biết đến với tên R-11, CFC-11, hoặc Freon-11). Hợp chất trichlorofluorometan (R-11) chứa ba nguyên tử clo trong phân tử, có thể gây suy giảm tầng ôzôn mạnh, nên chỉ số ODP của R-11 được lấy làm chuẩn và quy định có chỉ số ODP bằng 1. Các chất khác dựa vào chỉ số ODP của R-11 để so sánh mức độ tiềm năng suy giảm tầng ôzôn.
ODP có thể được ước tính từ cấu trúc phân tử của một chất nhất định. Clorofluorocarbons có ODP xấp xỉ bằng 1. Các hợp chất haloankan chứa brom thường có ODP cao hơn, trong phạm vi 5-15, do phản ứng của brom với ôzôn mạnh hơn. Hydrochlorofluorocarbons (HCFC) có ODP chủ yếu trong khoảng 0,005 - 0,2 do sự hiện diện của hydro khiến chúng phản ứng dễ dàng trong tầng đối lưu, do đó làm giảm cơ hội tiếp cận tầng bình lưu nơi có tầng ôzôn. Phản ứng với ôzôn trên một đơn vị khí thải của các chất HCFC thấp hơn so với CFC hoặc halon khoảng 100 lần. Các hợp chất hydrofluorocarbon (HFC), perfluorocarbon (PFC), lưu huỳnh hexaflorua (SF6) không có hàm lượng clo, không phản ứng với ôzôn, vì vậy ODP của chúng về cơ bản là bằng không.
Các hợp chất haloankan, chứa các halogen mà không chứa hydro, ổn định trong tầng đối lưu và chỉ bị phân hủy trong tầng bình lưu. Những hợp chất có chứa hydro cũng phản ứng với các gốc –OH và do đó cũng có thể bị phân hủy trong tầng đối lưu. Tiềm năng suy giảm tầng ôzôn tăng lên cùng với các halogen có khối lượng phân tử nặng hơn do cường độ liên kết C–X thấp hơn (X là tên nguyên tố halogen). Lưu ý xu hướng của các hợp chất CClF 2 –X trong bảng dưới đây.

## Tiềm năng suy giảm ôzôn của một số hợp chất phổ biến
| Hợp chất                                 | Mã số môi chất lạnh | ODP      |
| ---------------------------------------- | ------------------- | -------- |
| Trichlorofluoromethane (CCl 3 F)         | R-11                | 1        |
| 1,1,1,2-Tetrafluoroethane (CF 3 -CH 2 F) | R-134a              | 0,000015 |
| Clorodifluorometan (CClF 2 - H)          | R-22                | 0,05     |
| Clorotrifluoromethane (CClF2 - F)        | R-13                | 1        |
| Dichlorodifluoromethane (CClF2 - Cl)     | R-12                | 0,82     |
| Bromochlorodifluoromethane (CClF2 - Br)  | Halon-1211          | 7,9      |
| Carbon tetraclorua (CCl4)                |                     | 0,82     |
| Oxit nitơ (N2O)                          |                     | 0,017    |
| Các ankan (Propane, Isobutane, v.v.)     |                     | 0        |
| Amonia (NH3)                             | R-717               | 0        |
| Carbon dioxide (CO2)                     | R-744               | 0        |
| Nitơ (N2)                                | R-728               | 0        |